# 上海铁路枢纽
上海铁路枢纽是中国华东地区及东部沿海地区最大的综合铁路枢纽，承担并经营进出上海的有多条铁路线路，其中还包含著高速铁路。

## 主要车站
下列车站为上海铁路枢纽的中国铁路特等站：
- 上海站（新客站）
- 上海虹桥站
- 北郊站（货运）
- 南翔站（货运、编组）

下列车站则是上海铁路枢纽的一等站：
- 上海南站
- 上海西站
- 何家湾站（货运）

其他车站：
- 上海松江站（三等站）

在建车站：
- 上海东站
- 上海宝山站

## 铁路线

### 普速铁路
- 沪昆铁路：上海站→昆明站
  - 金山支线：春申站→新桥站→金山卫站
    - 浦东铁路：新桥站→芦潮港站
- 京沪铁路：北京站→上海站
- 沪蘇通铁路：趙甸站→南通西站

### 高速铁路
- 沪宁高速铁路：上海站→南京站
- 沪昆高速铁路：上海虹桥站→昆明南站
- 京沪高速铁路：北京南站→上海虹桥站
- 沪苏湖高速铁路：上海虹桥站→湖州站

### 计划拟建铁路线
- 沪乍铁路：上海南站→金山卫站→乍浦站（远期延伸至杭州）
- 沪杭磁悬浮：上海→杭州
- 沪镇铁路：上海→镇江